# Ungaran (volcan)
Pour les articles homonymes, voir Ungaran.
Le mont Ungaran est un volcan d'Indonésie situé dans le centre de l'île de Java, au sud de la ville de Semarang. Il est situé à l'extrémité nord d'une chaîne qui s'étire sur un axe nord-nord-ouest à partir du Merapi.
On ne lui connaît pas d'éruption sur la période historique. Toutefois, il présente deux champs de fumeroles actives sur ses flancs.
On trouve sur ses pentes le site historique de Gedong Songo, ensemble de neuf temples hindouistes du VIIIe siècle.